# Interstate 16
Interstate 16 – autostrada międzystanowa w Stanach Zjednoczonych.  Znajduje się całkowicie w stanie Georgia. Łączy miasta Macon i Savannah.